# Casa de Mathrafal
La Casa de Mathrafal nació como rama cadete de la Casa de Dinefwr, tomando su nombre de Mathrafal Castle, su sede principal y capital efectiva. Son recordados principalmente como reyes de Powys en Gales central.
La Casa de Mathrafal —junto con las Casas de Aberffraw, Dinefwr, y Seisyll—se dicen descendientes de Merfyn el Opresor que, junto con su hijo Rhodri, controló el norte y oeste de Gales. Rhodri reemplazó a Cyngen en Powys tras la muerte del último durante su peregrinación a Roma, probablemente por de conquista. Los herederos de Cyngen fueron exiliados o degradados al nivel de terratenientes menores.
En el relato tradicional, Rhodri dividió su reino entre sus hijos y dio Powys a su hijo más joven, Merfyn. Cadell de Ceredigion desposeyó a su hermano y añadió Powys a su herencia. Es posible, aun así, que Powys permaneciera independiente hasta 916, año en que fue anexionado por el hijo de Cadell Hywel Dda, que también conquistado Dyfed y Gwynedd y creó el reino de Deheubarth. A la muerte del nieto de Hywel, Maredudd ab Owain en 999, el reino se dividió: los Irlandeses usuparon Gwynedd y desplazaron falsamente como herederos de Maredudd en Dyfed. Fueron expulsados por Llywelyn ap Seisyll, de una rama de cadete de la línea de Aberffraw en el commote de Rhuddlan.
La casa de Mathrafal se estableció efectivamente a comienzos de las desastrosas razzias de Harold y Tostig Godwinson en 1062 y 1063. Instalaron a Bleddyn ap Cynfyn sobre Powys y Gwynedd y Bleddyn mantuvo su base en Mathrafal cerca de la frontera sajona. A partir de aquí, su familia disputó el control de Gales con las casas de Dinefwr y Aberffraw. (Las dinastías de Gwent y Morgannwg fueron rápidamente desbancadas por los lores de las marcas durante la conquista normanda.) La influencia de la Casa de Mathrafal fue mayor entre 1063 y 1081, año en que perdieron el control de Gwynedd frente a los Aberffraw tras la Batalla de Mynydd Carn. En 1191, Powys fue dividido en Powys Fadog al norte y Powys Wenwynwyn (aproximadamente el moderno Montgomeryshire) en el sur. El primero se convertiría en vasallo leal de Gwynedd; el último, en uno de sus competidores principales.
El historiador John Davies señala que, tras la división de Powys, la dinastía no debería ser considerada como "igual" a las de Aberffraw o Dinefwr. Mathrafal Castle fue absolutamente destruido por Gwynedd en 1212 y la dinastía pasó a depender enteramente del soporte inglés para su supervivencia. Aun así, la casa Mathrafal continuó ejerciendo alguna influencia, socavando y finalmente traicionando a Llywelyn ap Gruffudd en provecho de Eduardo I durante su conquista de Gales en 1282–83. Después,  evitaron su campaña de exterminación contra las casas reales galesas e incluso intercambiaron sus pretensiones a realeza por un título inglés en el Parlamento de Shrewsbury en 1283. Fueron desplazados finalmente por los señores de Mortimer a comienzos del siglo XIV.

## Miembros
Son miembros de la dinastía Mathrafal Bleddyn ap Cynfyn, Maredudd ap Bleddyn, Gwladys ferch Rhiwallon, Trahaearn ap Caradog, Gwenwynwyn ab Owain Cyfeiliog, y Griffith y Owen de la Pole.